# Paremonia
Paremonia is een geslacht van vlinders van de familie spinneruilen (Erebidae), uit de onderfamilie Arctiinae.

## Soorten
- P. argentata Hampson, 1914
- P. luteicincta (Holland, 1893)
- P. multistrigata Hampson, 1898